# ماريا تيريزا مارتينث
ماريا تيريسا مارتينث خيمينيث (بالإسبانية: María Teresa Martínez Jiménez، ولدت في 17 مايو 1976، بلد الوليد، إسبانيا) رياضية ألعاب قوى إسبانية.
حصلت على الميدالية البرونزية في بطولة العالم لألعاب القوى عام 2007، كما حازت على الميدالية البرونزية في بطولة العالم لألعاب القوى داخل الصالات عام 2003.

## إنجازاتها

### بطولة العالم لألعاب القوى
- 2007 أوساكا  اليابان:  ميدالية برونزية في سباق 800 متر.

### بطولة العالم لألعاب القوى داخل الصالات
- 2003 برمينغهام  المملكة المتحدة:  ميدالية برونزية في سباق 800 متر.

### بطولة أوروبا لألعاب القوى
- 2002 ميونخ  ألمانيا:  ميدالية فضية في سباق 800 متر.

### بطولة أوروبا لألعاب القوى داخل الصالات
- 2005 مدريد  إسبانيا:  ميدالية فضية في سباق 800 متر.

## وصلات خارجية
- ماريا تيريسا مارتينث على موقع الاتحاد الدولي لألعاب القوى (الإنجليزية)
- ماريا تيريسا مارتينث على موقع الاتحاد الأوروبي لألعاب القوى (الإنجليزية)
- ماريا تيريسا مارتينث على موقع اللجنة الأولمبية الدولية (الإنجليزية)
- ماريا تيريسا مارتينث على موقع أوليمبيديا (الإنجليزية)